# Kai Havertz
Kai Lukas Havertz (Aachen, 11. lipnja 1999.) njemački je nogometaš koji igra na poziciji napadačkog veznog. Trenutačno igra za Arsenal.

## Klupska karijera

### Omladinska karijera
Nogomet je počeo igrati kao četverogodišnjak u amaterskom klubu Alemannia Mariadorf čiji je predsjednik bio njegov djed Richard. Prelazi u Alemanniju Aachen 2009. u čijoj je omladinskoj akademiji ostao jednu godinu kada prelazi u Bayer Leverkusen kao jedanaestogodišnjak. U 2016. zabio je 18 golova za momčad Bayera do 17 godina te je osvojio srebrenu medalju „Fritz Walter” do 17 godina.

### Bayer Leverkusen
Za Bayer Leverkusen debitirao je 15. kolovoza 2016. u utakmici Bundeslige protiv Werder Bremena koji je izgubio utakmicu rezultatom 1:2. Tada je bio star 17 godina i 126 dana te je postao najmlađi klupski debitant u Bundesligi. Tri godine kasnije njegov rekord oborio je Florian Wirtz za 111 dana. Dana 17. veljače 2017. Havertz je asistirao Karimu Bellarabiju za 50.000 gol u povijesti Bundeslige. Prvi gol za Leverkusen, Havertz je zabio 2. travnja Wolfsburgu u utakmici koja je završila 3:3 te je time postao najmlađi igrač Leverkusena koji je postigao gol u Bundesligi. Dana 14. travnja 2018., tada star 18 godina i 307 dana, postao je najmlađi igrač s 50 nastupa u Bundesligi oborivši rekord koji je prije njega držao Timo Werner. Dana 20. rujna postigao je svoja prva dva gola u UEFA Europskoj ligi i to Ludogorec Razgradu koji je izgubio susret 3:2. Dana 17. veljače 2019. zabio je u utakmici protiv Fortune Düsseldorf koja je završila 2:0. Time je postao drugi najmlađi igrač u povijesti Bundeslige sa 75 nastupa u tom natjecanju, iza Juliana Draxlera. U utakmici zadnjeg kola sezone 2018./19. protiv Herthe koja je izgubila 5:1, Havertz je zabio svoj 17. gol u sezoni te je time postao najbolji strijelac u jednoj sezoni Bundesligi koji je ujedno bio i tinejdžer. Na kraju sezone završio je na drugom mjestu u izboru najboljeg nogometaša Bundeslige završivši iza Marca Reusa za 37 glasova. U utakmici 1. kola naredne sezone odigrane protiv Paderborna kojeg je Bayer Leverkusen dobio 3:2, Havertz je postigao svoj 25. ligaški gol te je time postao drugi najmlađi nogometaš koji je zabio 25 golova u Bundesligi, iza Horsta Köppela. Dana 14. prosinca utakmicom protiv Kölna koji je poražen 0:2, Havertz je oborio rekord za najmlađeg igrača sa 100 nastupa u Bundesligi koji je također prije njega držao Werner.

### Chelsea
Dana 4. rujna 2020. Havertz je potpisao petogodišnji ugovor s engleskim Chelseajem. Transfer je prvotno iznosio transfera bio je 62 milijuna funti, no s bonusima taj je iznos mogao narasti i do 71 milijuna funta. Tada je to bio drugi najskuplji transfer u povijesti Chelseaja, nakon Kepe Arrizabalage. Za Chelsea je debitirao deset dana kasnije u utakmici 1. kola FA Premier lige 2020./21. protiv Brighton & Hove Albiona kojeg je Chelsea dobio 3:1. Dana 23. rujna u utakmici treće runde kupa protiv Barnsleyja koji je poražen 6:0, Havertz je postigao svoj prvi hat-trick te svoja prva tri gola za klub.  Dana 17. listopada postigao je svoj prvi gol u Premier ligi i to Southamptonu u susretu koji je završio 3:3. Dana 29. svibnja 2021. postigao je jedini gol u finalu UEFA Lige prvaka 2021. protiv Manchester Cityja. Taj gol je ujedno bio i njegov prvi gol u UEFA Ligi prvaka. S tim golom Chelsea je drugi put u povijesti osvojio UEFA Ligu prvaka. Dana 11. kolovoza 2021. Havertz je s Chelseajem osvojio UEFA Superkup 2021. Chelsea je na penale dobio Villarreal, a Havertz je bio neuspješan prilikom izvođenja penala. Havertz je 12. veljače 2022. postigao gol iz penala za konačnih 2:1 u finalnoj utakmici FIFA Svjetskog klupskog prvenstva protiv Palmeirasa.

### Arsenal
Dana 28. lipnja 2023. Havertz je prešao u redove Chelseajevog gradskog rivala Arsenala za navodni iznos od 65 milijuna funti. Svoj službeni klupski debi ostvario je 6. kolovoza kada je Arsenal dobio Manchester City 4:1 na penale u Community Shieldu. Dana 30. rujna postigao je svoj prvi gol za Arsenal i to iz penala protiv Bournemoutha koji je poražen 0:4. Svoj prvi klupski pogodak u UEFA Ligi prvaka postigao je 29. studenog kada je Arsenal pobijedio Lens 6:0. Dana 9. ožujka 2024. Havertz je postigao pogodak protiv Brentforda koji je izgubio 2:1 te je Havertz tako postao prvi Nijemac koji je bio strijelac u četiri utakmice Premier lige zaredom.

## Reprezentativna karijera
Tijekom svoje omladinske karijere igrao je za selekcije Njemačke do 16, 17 i 19 godina.
Za A selekciju debitirao je 9. rujna 2018. u prijateljskoj utakmici protiv Perua koji je poražen 2:1. Tada je zamijenio Timu Wernera. Svoj prvi gol za reprezentaciju postigao je točno godinu dana kasnije u prijateljskoj utakmici protiv Argentine s kojom je Njemačka igrala 2:2. Bio je dio njemačke reprezentacije koja je nastupala na Europskom prvenstvu 2020. Dvaput je bio strijelac na utakmici Svjetskog prvenstva 2022. odigrane 1. prosinca protiv Kostarike koja je poražena 2:4. U otvarajućoj utakmici Europskog prvenstva 2024. u kojoj je Škotska 14. lipnja izgubila 5:1, Havertz je asistirao za prvi gol te je zabio treći iz penala.

## Priznanja

### Individualna
- Član momčadi natjecanja Europskog prvenstva do 17 godina: 2016.[41]
- Medalja „Fritz Walter” do 17 godina (srebro): 2016.[42]
- Medalja „Fritz Walter” do 19 godina (zlato): 2018.[43]
- Član momčadi godine Bundeslige: 2018./19.[44]
- Igrač mjeseca Bundeslige: travanj 2019., svibanj 2019.,[45] svibanj 2020.[46]
- Član idealnih 11 UEFA Lige prvake: 2019.[47]
- Član momčad sezone UEFA Europske lige: 2019./20.[48]

### Klupska
Bayer Leverkusen
- DFB-Pokal (finalist): 2019./20.[49]

Chelsea
- UEFA Liga prvaka: 2020./21.[50]
- UEFA Superkup: 2021.[51]
- FIFA Svjetsko klupsko prvenstvo: 2021.[52]
- FA kup (finalist): 2020./21.,[53] 2021./22.[54]
- Engleski Liga kup (finalist): 2021./22.[55]

Arsneal
- FA Community Shield: 2023.[56]

## Vanjske poveznice
- Profil, Chelsea
- Profil, Njemački nogometni savez
- Profil, Transfermarkt
- Kai Havertz u UEFA-inim natjecanjima  (engl.)